# Wołodymyr Knysz
Wołodymyr Mykołajowycz Knysz, ukr. Володимир Миколайович Книш, ros. Владимир Николаевич Кныш, Władimir Nikołajewicz Knysz (ur. 24 grudnia 1970 w Dniepropietrowsku) – ukraiński piłkarz, grający na pozycji obrońcy, trener piłkarski.

## Kariera piłkarska
Wychowanek klubu Dnipro-75 Dniepropetrowsk. W 1989 rozpoczął karierę piłkarską w klubie Dnipro Dniepropetrowsk, ale występował jedynie w drużynie rezerw. W 1990 przeszedł do Ałgi Frunze. Na początku 1992 został piłkarzem Krywbasu Krzywy Róg. W następnym roku przeniósł się do Weresu Równe, w którym zakończył karierę piłkarza w roku 1994.

## Kariera trenerska
Po zakończeniu kariery piłkarskiej rozpoczął pracę szkoleniowca. Od 1995 pracował w Wyższej Szkole Kultury Fizycznej w Dniepropetrowsku. Latem 1999 dołączył do sztabu szkoleniowego Dnipra Dniepropetrowsk, a po zakończeniu sezonu 1999/2000 opuścił Dniro. Od 2004 do 2012 pracował w Akademii Dnipra Dniepropetrowsk. Od lipca 2012 do czerwca 2013 prowadził mołdawski klub Academia UTM Kiszyniów. 18 czerwca 2013 został mianowany na stanowisko głównego trenera Skały Stryj, którym kierował do 8 kwietnia 2014. Potem trenował amatorski zespół Olimpik Petrykiwka. 13 stycznia 2015 dołączył do sztabu trenerskiego Naftowyk-Ukrnafty Ochtyrka, a 18 czerwca 2015 stał na czele ochtyrskiego klubu.

## Sukcesy i odznaczenia

### Sukcesy piłkarskie
Krywbas Krzywy Róg
- mistrz Ukraińskiej Pierwszej Ligi: 1992 (grupa B)

Weres Równe
- półfinalista Pucharu Ukraińskiej SRR: 1993/94